# Campeonato Provincial de Sevilla
La Copa Provincial de Sevilla fue un torneo amistoso de fútbol, (aunque las dos primeras ediciones se jugaron de forma oficial), que se celebraba en la Provincia de Sevilla organizado por la Real Federación Andaluza de Fútbol. El torneo se creó como forma de homenaje al reconocimiento de la Provincia de Sevilla en 1981 con el Estatuto de Autonomía de Andalucía. El torneo se disputó entre los años 1982 y 1991, que el torneo se quedó sin patrocinadores financieros y desapareció. En el torneo participaban los equipos de la provincia sevillana por inscripción voluntaria, siendo un total de cuatro equipos los participantes jugando las semifinales y la final a un solo partido, el estadio donde se jugarían los partidos se elegia por sorteo entre los estadios de los equipos participantes, siendo el Sevilla FC y el Real Betis los dos equipos que más veces han ganado este torneo.

## Finales
| Año  | Campeón        | Marcador          | Subcampeón              |  |
| ---- | -------------- | ----------------- | ----------------------- |  |
| 1982 | Real Betis     | 1 - 0             | Sevilla FC              |  |
| 1983 | Sevilla FC     | 2 - 1             | Real Betis              |  |
| 1984 | Sevilla FC     | 0 - 0 (pen.)(4-3) | Real Betis              |  |
| 1985 | Sevilla FC     | 1 - 0             | CD Utrera               |  |
| 1986 | Real Betis     | 4 - 2             | Sevilla FC              |  |
| 1987 | Real Betis     | 3 - 2             | Dos Hermanas CF         |  |
| 1988 | Écija Balompié | 1 - 0             | Sevilla FC              |  |
| 1989 | CD Alcalá      | 1 - 0             | Club Atlético Antoniano |  |
| 1990 | Coria CF       | 2 - 1             | Real Betis              |  |
| 1991 | Coria CF       | 5 - 3             | Peña Deportiva Rociera  |  |

## Palmarés
| Equipo         | Títulos | Subtítulos | Años campeón     |
| -------------- | ------- | ---------- | ---------------- |
| Real Betis     | 3       | 3          | 1982, 1986, 1987 |
| Sevilla FC     | 3       | 3          | 1983, 1984, 1985 |
| Écija Balompié | 1       |            | 1988             |
| CD Alcalá      | 1       |            | 1989             |
| Coria CF       | 2       |            | 1990, 1991       |

- Datos: Q97037462